# Il cantastorie (film)
Il cantastorie (O Contador de Histórias) è un film del 2009 diretto da Luiz Villaça.
Il film ripercorre la vera storia di Roberto Carlos Ramos, un ragazzino brasiliano che da "irrecuperabile" trova la fortuna e la forza per dare una svolta alla propria esistenza apparentemente segnata.

## Trama
Belo Horizonte, 1978. Margherit, pedagoga francese, nell'ambito di ricerche per la sua professione prende a cuore la vicenda del tredicenne Roberto, soggetto problematico di una scuola-collegio per bambini di famiglie povere.
Dopo un difficile approccio riesce a portare a casa sua il bambino che però, la deruba e fugge. Intenzionato a fare carriera nelle bande di giovani delinquenti della città, si propone a "Capelli di fuoco", un ragazzo che per lui è una sorta di modello. Questo lo prende con sé ma solo per violentarlo e brutalizzarlo. Ferito nel fisico e nell'animo, Roberto decide di suicidarsi ma non ci riesce. Allora d'istinto ritorna nella bella casa di Margherit dove, senza dire una parola, si barrica in bagno. Solo dopo più di un giorno la donna, che ha rinunciato a chiamare la polizia ed avvisare la scuola, instaura un dialogo con Roberto. Con estrema pazienza riesce persino a fare un patto con lui. Il bambino le racconterà la sua storia e lei lo manterrà e non lo riporterà in collegio.
Dopo circa un mese gli fa visita Capelli di fuoco ma Roberto ora ha ben chiaro da che parte stare. Margherit lo riempie di attenzioni ben oltre gli interessi della sua ricerca. Non ha avuto figli ed è palese che Roberto le susciti quell'innato istinto materno che non ha mai potuto esprimere. D'altra parte Roberto una madre ce l'ha. Ultimo di nove figli, fu proprio lei a decidere di portarlo alla FEBEM, un'istituzione che prometteva anche i bambini più poveri di realizzarsi con lo studio. Per toglierlo da un futuro sicuramente disagiato aveva scelto lui, potendo ogni famiglia iscrivervi un solo componente. Un sacrificio fatto per il suo bene ma che Roberto non aveva mai accettato.
Alla scadenza del visto di sei mesi, Margherit deve incontrare il console francese. Roberto, nell'attesa che la donna ritorni a casa, intuita la sua imminente partenza, allaga la casa e distrugge tutte le registrazioni dei suoi racconti raccolte per la ricerca. Non accetta di essere abbandonato. Al ritorno a casa Margherit non solo non gli dice addio ma gli comunica raggiante che ha avuto il permesso di portarlo con sé in Francia.
Roberto può così crescere lontano dalle tentazioni e studiare per assicurarsi un futuro migliore, con l'amore e le attenzioni di Margherit. Finiti gli studi, la stessa gli regala un biglietto aereo per tornare in Brasile, con la promessa di fare una cosa, tornare a trovare sua madre. Roberto riabbraccia così sua madre che vive sempre nella stessa baracca e che, orgogliosa, apprende che suo figlio è diventato un professore, come nelle sue intenzioni. Roberto torna proprio alla FEBEM ad insegnare ai bambini più sfortunati, come lo era stato lui... fino a 13 anni.

## Produzione
Il film è stato realizzato con il contributo di istituzioni pubbliche e private rientrando nel progetto denominato "Projeto Escola" che combatte la dispersione scolastica e diffonde l'importanza dell'educazione nelle fasce più povere ed emarginate della società brasiliana.